# Cubana bullata
Cubana bullata är en insektsart som beskrevs av Ronald Gordon Fennah 1949. Cubana bullata ingår i släktet Cubana och familjen kilstritar. Inga underarter finns listade i Catalogue of Life.